# Tysklands Grand Prix
Tysklands Grand Prix (Großer Preis von Deutschland) er et Formel 1-løb som har lange traditioner i sporten. Det blev første gang afholdt på Nürburgring i 1951, et løb som blev vundet af Alberto Ascari. Siden 2007 er løbet blevet arrangeret hvert andet år på Hockenheimring-banen i det nordvestlige Baden-Württemberg og hvert andet år på Nürburgring i Rheinland-Pfalz.

## Vindere af Tysklands Grand Prix
| År   | Kører                                                               | Konstruktør                                                         | Bane                                                                | Rapport                                                             |
| ---- | ------------------------------------------------------------------- | ------------------------------------------------------------------- | ------------------------------------------------------------------- | ------------------------------------------------------------------- |
| 2018 | Lewis Hamilton                                                      | Mercedes                                                            | Hockenheimring                                                      | Rapport                                                             |
| 2017 | Ikke arrangeret                                                     | Ikke arrangeret                                                     | Ikke arrangeret                                                     | Ikke arrangeret                                                     |
| 2016 | Lewis Hamilton                                                      | Mercedes                                                            | Hockenheimring                                                      | Rapport                                                             |
| 2015 | Aflyst                                                              | Aflyst                                                              | Aflyst                                                              | Aflyst                                                              |
| 2014 | Nico Rosberg                                                        | Mercedes                                                            | Hockenheimring                                                      | Rapport                                                             |
| 2013 | Sebastian Vettel                                                    | Red Bull-Renault                                                    | Nürburgring                                                         | Rapport                                                             |
| 2012 | Fernando Alonso                                                     | Ferrari                                                             | Hockenheimring                                                      | Rapport                                                             |
| 2011 | Lewis Hamilton                                                      | McLaren-Mercedes                                                    | Nürburgring                                                         | Rapport                                                             |
| 2010 | Fernando Alonso                                                     | Ferrari                                                             | Hockenheimring                                                      | Rapport                                                             |
| 2009 | Mark Webber                                                         | Red Bull-Renault                                                    | Nürburgring                                                         | Rapport                                                             |
| 2008 | Lewis Hamilton                                                      | McLaren-Mercedes                                                    | Hockenheimring                                                      | Rapport                                                             |
| 2007 | Ikke arrangeret (Europas Grand Prix blev arrangeret på Nürburgring) | Ikke arrangeret (Europas Grand Prix blev arrangeret på Nürburgring) | Ikke arrangeret (Europas Grand Prix blev arrangeret på Nürburgring) | Ikke arrangeret (Europas Grand Prix blev arrangeret på Nürburgring) |
| 2006 | Michael Schumacher                                                  | Ferrari                                                             | Hockenheimring                                                      | Rapport                                                             |
| 2005 | Fernando Alonso                                                     | Renault                                                             | Hockenheimring                                                      | Rapport                                                             |
| 2004 | Michael Schumacher                                                  | Ferrari                                                             | Hockenheimring                                                      | Rapport                                                             |
| 2003 | Juan Pablo Montoya                                                  | Williams-BMW                                                        | Hockenheimring                                                      | Rapport                                                             |
| 2002 | Michael Schumacher                                                  | Ferrari                                                             | Hockenheimring                                                      | Rapport                                                             |
| 2001 | Ralf Schumacher                                                     | Williams-BMW                                                        | Hockenheimring                                                      | Rapport                                                             |
| 2000 | Rubens Barrichello                                                  | Ferrari                                                             | Hockenheimring                                                      | Rapport                                                             |
| 1999 | Eddie Irvine                                                        | Ferrari                                                             | Hockenheimring                                                      | Rapport                                                             |
| 1998 | Mika Häkkinen                                                       | McLaren-Mercedes                                                    | Hockenheimring                                                      | Rapport                                                             |
| 1997 | Gerhard Berger                                                      | Benetton-Renault                                                    | Hockenheimring                                                      | Rapport                                                             |
| 1996 | Damon Hill                                                          | Williams-Renault                                                    | Hockenheimring                                                      | Rapport                                                             |
| 1995 | Michael Schumacher                                                  | Benetton-Renault                                                    | Hockenheimring                                                      | Rapport                                                             |
| 1994 | Gerhard Berger                                                      | Ferrari                                                             | Hockenheimring                                                      | Rapport                                                             |
| 1993 | Alain Prost                                                         | Williams-Renault                                                    | Hockenheimring                                                      | Rapport                                                             |
| 1992 | Nigel Mansell                                                       | Williams-Renault                                                    | Hockenheimring                                                      | Rapport                                                             |
| 1991 | Nigel Mansell                                                       | Williams-Renault                                                    | Hockenheimring                                                      | Rapport                                                             |
| 1990 | Ayrton Senna                                                        | McLaren-Honda                                                       | Hockenheimring                                                      | Rapport                                                             |
| 1989 | Ayrton Senna                                                        | McLaren-Honda                                                       | Hockenheimring                                                      | Rapport                                                             |
| 1988 | Ayrton Senna                                                        | McLaren-Honda                                                       | Hockenheimring                                                      | Rapport                                                             |
| 1987 | Nelson Piquet                                                       | Williams-Honda                                                      | Hockenheimring                                                      | Rapport                                                             |
| 1986 | Nelson Piquet                                                       | Williams-Honda                                                      | Hockenheimring                                                      | Rapport                                                             |
| 1985 | Michele Alboreto                                                    | Ferrari                                                             | Nürburgring                                                         | Rapport                                                             |
| 1984 | Alain Prost                                                         | McLaren-TAG                                                         | Hockenheimring                                                      | Rapport                                                             |
| 1983 | René Arnoux                                                         | Ferrari                                                             | Hockenheimring                                                      | Rapport                                                             |
| 1982 | Patrick Tambay                                                      | Ferrari                                                             | Hockenheimring                                                      | Rapport                                                             |
| 1981 | Nelson Piquet                                                       | Brabham-Cosworth                                                    | Hockenheimring                                                      | Rapport                                                             |
| 1980 | Jacques Laffite                                                     | Ligier-Cosworth                                                     | Hockenheimring                                                      | Rapport                                                             |
| 1979 | Alan Jones                                                          | Williams-Cosworth                                                   | Hockenheimring                                                      | Rapport                                                             |
| 1978 | Mario Andretti                                                      | Lotus-Cosworth                                                      | Hockenheimring                                                      | Rapport                                                             |
| 1977 | Niki Lauda                                                          | Ferrari                                                             | Hockenheimring                                                      | Rapport                                                             |
| 1976 | James Hunt                                                          | McLaren-Cosworth                                                    | Nürburgring                                                         | Rapport                                                             |
| 1975 | Carlos Reutemann                                                    | Brabham-Cosworth                                                    | Nürburgring                                                         | Rapport                                                             |
| 1974 | Clay Regazzoni                                                      | Ferrari                                                             | Nürburgring                                                         | Rapport                                                             |
| 1973 | Jackie Stewart                                                      | Tyrrell-Cosworth                                                    | Nürburgring                                                         | Rapport                                                             |
| 1972 | Jacky Ickx                                                          | Ferrari                                                             | Nürburgring                                                         | Rapport                                                             |
| 1971 | Jackie Stewart                                                      | Tyrrell-Cosworth                                                    | Nürburgring                                                         | Rapport                                                             |
| 1970 | Jochen Rindt                                                        | Lotus-Cosworth                                                      | Hockenheimring                                                      | Rapport                                                             |
| 1969 | Jacky Ickx                                                          | Brabham-Cosworth                                                    | Nürburgring                                                         | Rapport                                                             |
| 1968 | Jackie Stewart                                                      | Matra-Cosworth                                                      | Nürburgring                                                         | Rapport                                                             |
| 1967 | Denny Hulme                                                         | Brabham-Repco                                                       | Nürburgring                                                         | Rapport                                                             |
| 1966 | Jack Brabham                                                        | Brabham-Repco                                                       | Nürburgring                                                         | Rapport                                                             |
| 1965 | Jim Clark                                                           | Lotus-Climax                                                        | Nürburgring                                                         | Rapport                                                             |
| 1964 | John Surtees                                                        | Ferrari                                                             | Nürburgring                                                         | Rapport                                                             |
| 1963 | John Surtees                                                        | Ferrari                                                             | Nürburgring                                                         | Rapport                                                             |
| 1962 | Graham Hill                                                         | BRM                                                                 | Nürburgring                                                         | Rapport                                                             |
| 1961 | Stirling Moss                                                       | Lotus-Climax                                                        | Nürburgring                                                         | Rapport                                                             |
| 1960 | Joakim Bonnier                                                      | Porsche                                                             | Nürburgring                                                         | Rapport                                                             |
| 1959 | Tony Brooks                                                         | Ferrari                                                             | AVUS                                                                | Rapport                                                             |
| 1958 | Tony Brooks                                                         | Vanwall                                                             | Nürburgring                                                         | Rapport                                                             |
| 1957 | Juan Manuel Fangio                                                  | Maserati                                                            | Nürburgring                                                         | Rapport                                                             |
| 1956 | Juan Manuel Fangio                                                  | Ferrari                                                             | Nürburgring                                                         | Rapport                                                             |
| 1955 | Ikke arrangeret                                                     | Ikke arrangeret                                                     | Ikke arrangeret                                                     | Ikke arrangeret                                                     |
| 1954 | Juan Manuel Fangio                                                  | Mercedes-Benz                                                       | Nürburgring                                                         | Rapport                                                             |
| 1953 | Giuseppe Farina                                                     | Ferrari                                                             | Nürburgring                                                         | Rapport                                                             |
| 1952 | Alberto Ascari                                                      | Ferrari                                                             | Nürburgring                                                         | Rapport                                                             |
| 1951 | Alberto Ascari                                                      | Ferrari                                                             | Nürburgring                                                         | Rapport                                                             |

Løb markeret med rosa baggrund var ikke en del af Formel 1-verdensmesterskabet.